# Michka Assayas
Pour les articles homonymes, voir Assayas.
Michka Assayas est un journaliste et écrivain français, né le 2 novembre 1958 à Paris.

## Biographie
Il est le fils du scénariste et écrivain Raymond Assayas (dit Jacques Rémy) et de la styliste Catherine de Károlyi, le frère du réalisateur Olivier Assayas et le demi-frère du diplomate Georges Károlyi.
Ancien élève de l'École normale supérieure de Fontenay-Saint-Cloud, il a collaboré dès le début des années 1980 à Rock & Folk où il défendit ardemment certains groupes post-punk comme Joy Division en 1981 et New Order en 1983. Assayas travailla aussi pour Libération. Il fut également éditorialiste dans la première mouture du magazine Les Inrockuptibles et a écrit pour VSD, 7 à Paris, Actuel, Le Monde de la musique.
Il a été le maître d'œuvre du Dictionnaire du rock (3 volumes, 2 650 pages), paru en 2000 aux éditions Robert Laffont puis réédité dans une version actualisée en 2014 et a été un temps chroniqueur dans l'émission de Bernard Lenoir sur France Inter. Ami de longue date du chanteur Bono de U2, il finit par le convaincre d'écrire un livre d'entretiens paru en 2005.
De septembre 2008 à juin 2012, il a animé une émission hebdomadaire le dimanche à 22 h sur l'histoire du rock, Subjectif 21, sur France Musique.
À partir du 8 novembre 2015, il anime sur France Inter l'émission hebdomadaire  Very Good Trip, le dimanche à 16 h, après le succès de la même émission, quotidienne, diffusée en août 2015. L'émission devient par la suite quotidienne et est programmée de 21 h à 22 h.
Il a aussi été un détracteur de plusieurs groupes comme Siouxsie and the Banshees, critiquant en 1982 les riffs « fangeux » de leur guitariste John McGeoch. Le travail de John McGeoch, au sein de cette formation post-punk, a par la suite été cité en référence par certains musiciens loués par le journaliste, dont Johnny Marr des Smiths et Jonny Greenwood de Radiohead,
En 2009, lors du renouvellement de son passeport, à la suite des circulaires Pasqua étendues en 2005, il est sommé par le « pôle de la nationalité française », rattaché au ministère de la Justice, de prouver sa nationalité française. Dans un contexte d'utilisation politique du thème d'« identité nationale », répondant au président en exercice Nicolas Sarkozy selon lequel « le sentiment de perdre son identité peut être une cause de souffrance profonde », il dénonce dans un article intitulé Comment j'ai perdu mon identité nationale sa situation, créant selon lui « une forme inédite de ségrégation » appliquée à « des dizaines de milliers de Français », ainsi que le « double langage hypocrite » des administrations et de leurs fonctionnaires. Il raconte en 2011 dans Faute d'identité son expérience, qui l'a contraint à fouiller dans ses archives familiales et à réfléchir sur l'idée de l'identité.

## Œuvres

### Romans
- 1990 : Les Années vides, L'Arpenteur Gallimard (réédition en 2013 chez Le Mot et le Reste).
- 1994 : Dans sa peau, L'Arpenteur Gallimard (réédition en 2014 chez Le Mot et le Reste).
- 2002 : Exhibition – prix des Deux Magots, l'Arpenteur Gallimard, Folio Gallimard, 2004.
- 2009 : Solo, Grasset.
- 2011 : Faute d'identité, Grasset.
- 2016 : Un autre monde, Rivages.
- 2025 : Une mère en fuite, Grasset.

### Chroniques
- 1991 : Contre-feu, Balland.

### Sur le rock
- 1996 : Les Beatles et les années 60 (en collaboration avec Claudius), Fontaine-Mango.
- 2000 : Dictionnaire du rock (direction d'ouvrage) et Le Nouveau Dictionnaire du rock (id.), mi-mars 2014, Guy Schoeller.
- 2005 :  Bono par Bono : Conversations avec Michka Assayas, Grasset, (réédition en 2020 chez Le Mot et le Reste).
- 2005 : John Lennon : Unfinished Music (en collaboration avec Claude Chastagner, Emma Lavigne et Grazia Caroni), Cité de la Musique.
- 2009 : New Wave, album - 1977-1983 : Photo-journal des années modernes (avec Pierre René Worms et François Gorin), Fetjaine.
- 2013 : In a lonely place : Écrits rock, Le Mot et Le Reste.
- 2018 : Very Good Trip : Le Rock au pays des rêves, Le Mot et Le Reste.
- 2019 : Woodstock - Three days of peace and music, GM Éditions.
- 2020 : Brian Wilson : Interview, Malibu, 1992, Le Mot et le Reste.
- 2021 : Remèdes musicaux : De Mozart à Clara Luciani, 200 moments pour tous les moments de la vie (livre collectif écrit avec Alexandre Fillon et Benoît Duteurtre), Buchet-Chastel.
- 2021 : The Beatles Get Back, traduction en français, Apple/Editions Seghers
- 2022 : Very Good Trip - Une histoire intime de la musique (Entretiens avec Maud Berthomier), GM Éditions.
- 2023 : Very Good Bowie Trip, GM Éditions.
- 2024 : Very Good Trip - Paul McCartney (9 épisodes type podcast diffusés entre les 26 février et 7 mars 2024 sur la plateforme RTBF Auvio classic 21), RTBF Auvio[13].

### Scénarios
- 1991 : Sushi Sushi, film de Laurent Perrin
- 1992 : Sam suffit, film de Virginie Thévenet

### Préfaces
- 1987 : Le Feu à sa vie de Jean-René Huguenin, Seuil
- 2004 : Syd Barrett : le génie perdu de Pink Floyd de Tim Willis. Traduction française de Marina Dick et Jean-Michel Espitallier, Le Castor astral
- 2006 : Les 1001 albums qu'il faut avoir écoutés dans sa vie : Rock, Hip Hop, Soul, Dance, World music, Pop, Techno..., Flammarion

### Acteur
- 2021 : La Tour de Nesle de Noël Herpe : Louis X